# Upogebia marina
Upogebia marina är en kräftdjursart som beskrevs av Coêlho 1973. Upogebia marina ingår i släktet Upogebia och familjen Upogebiidae. Inga underarter finns listade i Catalogue of Life.